# 小行星3090
小行星3090（3090 Tjossem）是一颗围绕太阳公转的小行星。1982年1月4日，詹姆斯·B·吉布森（James B. Gibson）在帕洛马山发现了此天体。
該小行星以美國華盛頓州中部的特約瑟姆家族（Tjossem）命名，其四代成員都是發現者及其家族的朋友。
这颗小行星的绝对星等为183.7728224130531等。